# Standesrichtlinien
Die Standesrichtlinien regelten von 1934 bis 1997 das anwaltliche Berufsrecht in Deutschland. Ihrer Rechtsnatur nach wurden sie als eine Sammlung von Erfahrungssätzen angesehen, die als Erkenntnisquelle für die Standesauffassung und als Hilfsmittel für die Konkretisierung des § 43 BRAO dienten.
Michael Kleine-Cosack bereitete mit seinen Überlegungen den Weg zur Aufhebung der Standesrichtlinien. Er bemängelte, dass die Standesrichtlinien in der Praxis trotz fehlender Normqualität wie Rechtssätze behandelt wurden und so De-facto-Normcharakter erhielten. Auf dieser Grundlage sprach das Bundesverfassungsgericht mit den Bastille-Beschlüssen den Standesrichtlinien die Qualität eines rechtserheblichen Hilfsmittels zur Konkretisierung des § 43 BRAO ab, weil die Berufsausübung des Rechtsanwalts gemäß Art. 12 Abs. 1 GG nur durch Gesetz oder aufgrund eines Gesetzes geregelt werden darf. Diesen Anforderungen genügten die Standesrichtlinien nicht.
Die Standesrichtlinien wurden daraufhin 1997 von der Berufsordnung für Rechtsanwälte abgelöst.